# Nolensville
Nolensville és una població dels Estats Units a l'estat de Tennessee. Segons el cens del 2000 tenia 3.099 habitants.

## Demografia
Segons el cens del 2000, Nolensville tenia 3.099 habitants, 995 habitatges, i 866 famílies. La densitat de població era de 126,1 habitants/km².
Dels 995 habitatges en un 51% hi vivien nens de menys de 18 anys, en un 76,5% hi vivien parelles casades, en un 8,4% dones solteres, i en un 12,9% no eren unitats familiars. En l'11% dels habitatges hi vivien persones soles el 4,4% de les quals corresponia a persones de 65 anys o més que vivien soles. El nombre mitjà de persones vivint en cada habitatge era de 3,11 i el nombre mitjà de persones que vivien en cada família era de 3,38.
Per edats la població es repartia de la següent manera: un 32,9% tenia menys de 18 anys, un 5,5% entre 18 i 24, un 32,1% entre 25 i 44, un 23% de 45 a 60 i un 6,4% 65 anys o més.
L'edat mediana era de 36 anys. Per cada 100 dones de 18 o més anys hi havia 96 homes.
La renda mediana per habitatge era de 69.318 $ i la renda mediana per família de 72.426 $. Els homes tenien una renda mediana de 46.563 $ mentre que les dones 33.622 $. La renda per capita de la població era de 24.123 $. Entorn del 2,1% de les famílies i el 2,9% de la població estaven per davall del llindar de pobresa.

## Poblacions més properes
El següent diagrama mostra les poblacions més properes.